# Dobre Miasto
Dobre Miasto [ˈdɔbrɛ ˈmʲastɔ] (tiếng Đức: Guttstadtⓘliên_kết=| Về âm thanh này) là một thị trấn ở Ba Lan, ở tỉnh VWarmińsko-Mazurskie với 10.489 cư dân (2006). Nó nằm ở phía tây bắc của Quận Hồ Masurian ở trung tâm của khu vực lịch sử của Warmia. Đây cũng là trụ sở của xã Dobre Miasto, bao gồm thị trấn chính và 21 bộ phận hành chính của làng, với tổng dân số là 16.014.

## Lịch sử

### Thời kì Trung cổ

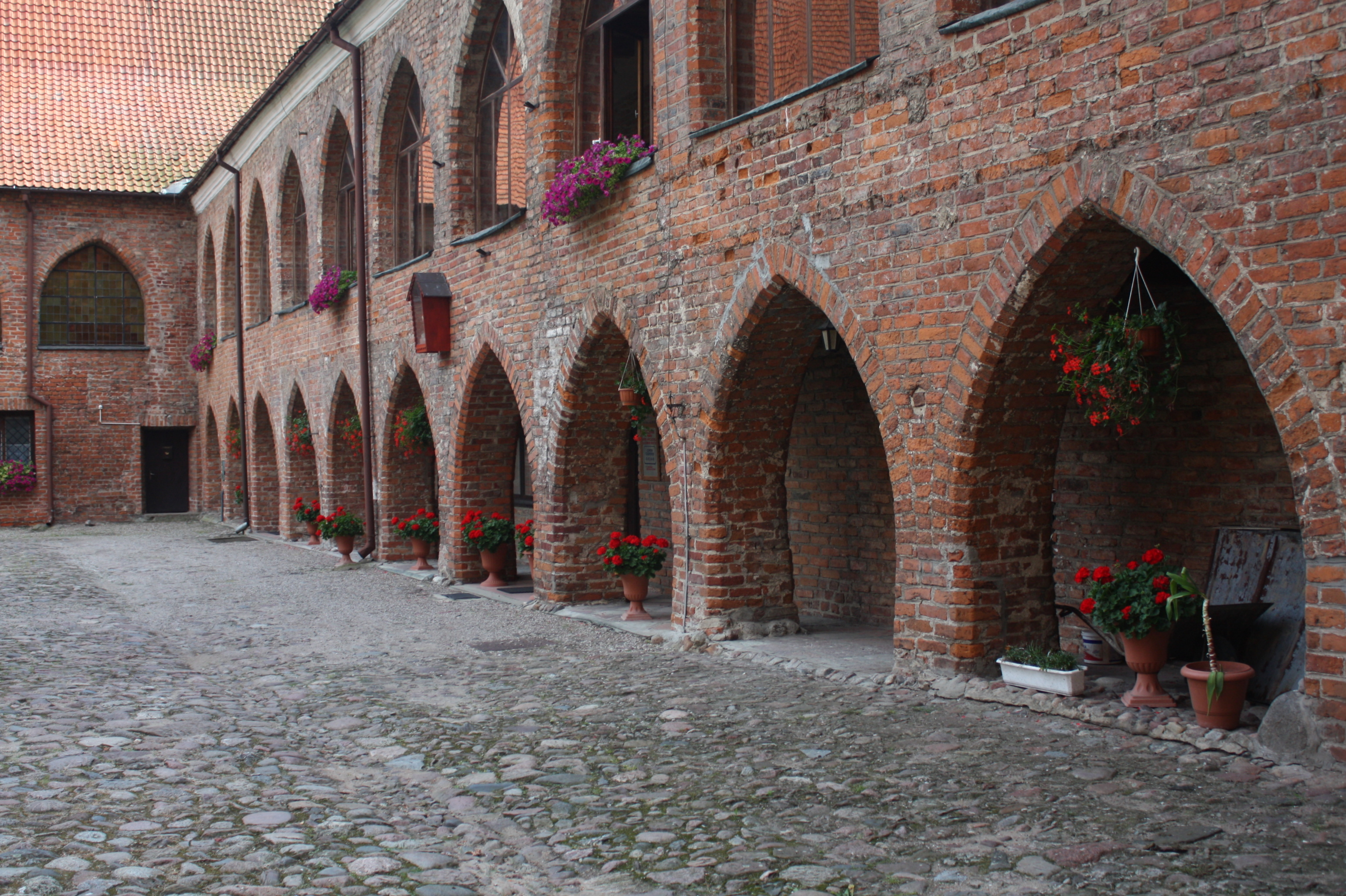
Tòa nhà trường đại học gothic

Dobre Miasto được thành lập tại nơi định cư của người Phổ bị phá hủy. Nó đã nhận được đặc quyền của thị trấn vào ngày 26 tháng 12 năm 1329. Tên của thị trấn được đánh vần theo nhiều cách khác nhau: Guddestat, Godenstat, Gudinstat, Gutberg, Gutenstat, Guthenstadt, Guthinstadt. Tên Latin của khu vực (Pogesania) được lấy từ từ tiếng Phổ cổ gudde (một bụi cây). Có thể tên của thị trấn bắt nguồn từ từ này. Trật tự Teutonic đã thay đổi cách phát âm tên tiếng Phổ cổ thành Guttstadt. Tuy nhiên, ngay từ năm 1336, bản dịch tiếng Latinh của tên đã xuất hiện - Bona Civitas. Tên tiếng Ba Lan ngày nay là một bản dịch nghĩa đen từ tiếng Đức; trong tiếng Anh cả Guttstadt và Dobre Miasto đều có nghĩa là "thị trấn tốt".
Kẻ trộm đầu tiên của thị trấn là Wilhelm von Wormditt. Huy hiệu của thị trấn là một con nai đang cầm một cành cây sồi với hai quả trứng. Các tinctures thị trấn là màu trắng (argent) và màu xanh lá cây (đỉnh). Người bảo trợ của thị trấn là Saint Catherine of Alexandria.
Năm 1347, một trường đại học đã được chuyển đến đây từ Glotau, sự kiện này có tầm quan trọng lớn đối với sự phát triển tiếp theo của Guttstadt. Trong quá trình của những thập kỷ sau đó, các giáo sĩ đã dựng lên một nhà thờ, một trường học giáo xứ và một bệnh viện. Thị trấn, tương tự như toàn bộ khu vực của Warmia, là bối cảnh của các chiến dịch chiến tranh khác nhau. Năm 1454, thị trấn đứng về phía Liên bang Phổ, chống lại Huân chương Teutonic, và theo yêu cầu của Vua Casimir IV Jagiellon đã ký kết hợp nhất thị trấn và khu vực với Ba Lan. Thị trấn đã công nhận Vua Ba Lan là người cai trị chính đáng ngay sau đó và cam kết trung thành ở Elbląg. Sau khi hiệp ước hòa bình được ký kết tại Toruń năm 1466, Warmia và Dobre Miasto được công nhận là một phần của Ba Lan.

### Thời kì Hiện đại

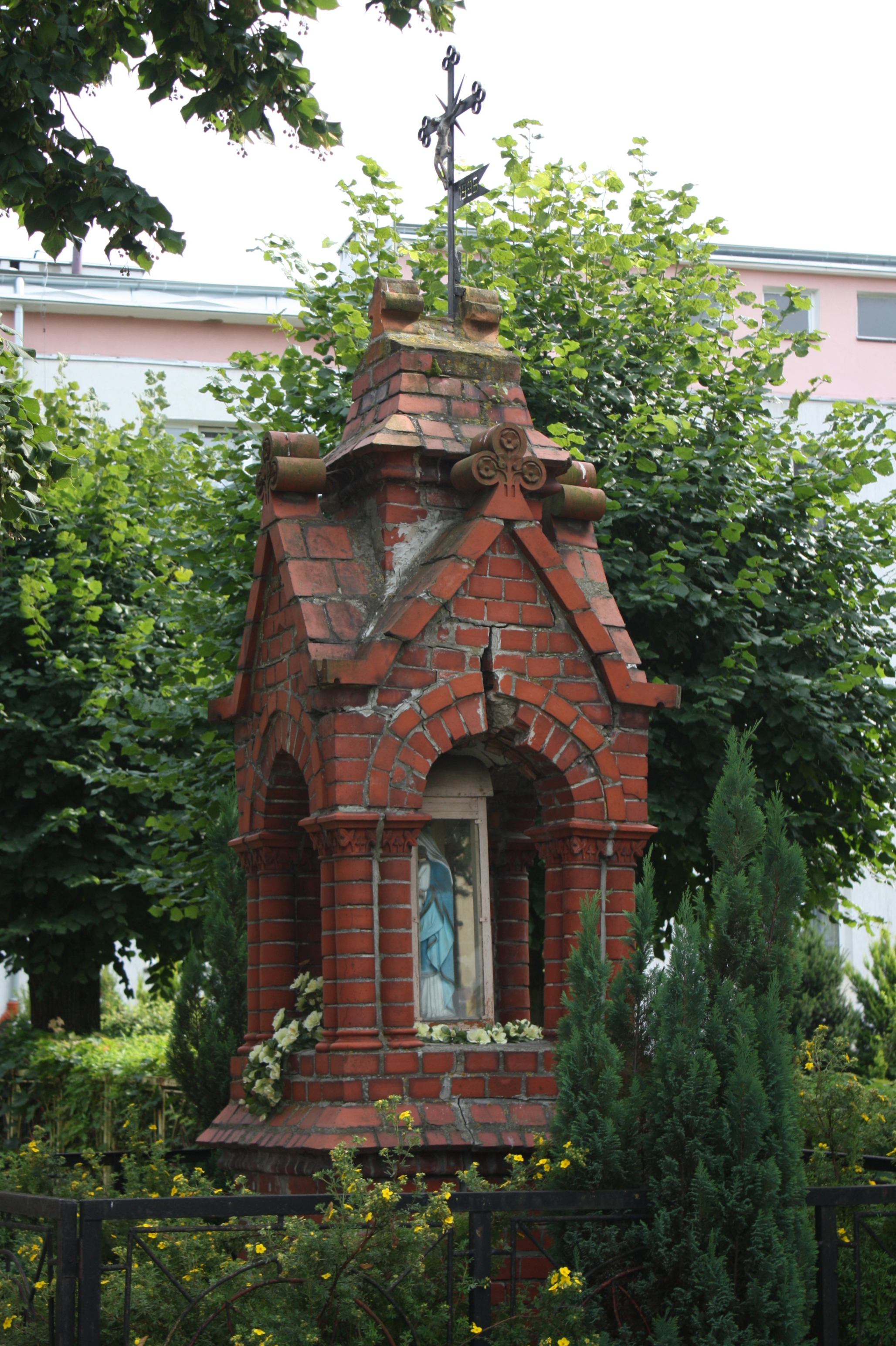
Miếu thờ cổ điển điển hình

Năm 1538, Nicolaus Copernicus đến thăm thị trấn khi ông đi cùng với Đức cha Jan Dantyszek. Thế kỷ 16 là thời kỳ hòa bình, kết thúc đột ngột với cuộc xâm lược của Thụy Điển vào năm 1626. Người Thụy Điển tràn ngập thị trấn nhiều lần nhưng người dân phải chịu đựng nặng nề nhất trong những năm 1655-1660.
Năm 1772, thị trấn bị Vương quốc Phổ thôn tính trong Phân vùng đầu tiên của Ba Lan. Dân số của thị trấn được đánh số 1831. Năm 1807, Guttstadt bị người Pháp, người Phổ và người Nga chiếm giữ lần lượt. Trong trận Guttstadt-Deppen vào ngày 5 và 6 tháng 6 năm 1807, quân đội Nga dưới quyền Tướng Levin tháng Tám, Bá tước von Bennigsen đã tấn công quân đoàn Pháp của Thống chế Michel Ney. Mặc dù bị áp đảo, Ney đã tiến hành một hành động bảo vệ hậu phương hiệu quả và trốn thoát về phía tây nam qua sông Pasłęka với hầu hết quân đội của mình. Napoleon Bonaparte đã trải qua một đêm tại trường đại học từ ngày 8 đến ngày 9 tháng 6 năm 1807. Chương Collegiate đã bị giải thể và các tài sản của nó đã được giải thích dựa trên sức mạnh của sắc lệnh do vua Frederick William III của Phổ ban hành ngày 5 tháng 10 năm 1810. Trong những năm 1830-1834, nhà thờ Tin lành được xây dựng, chủ yếu nhờ vào sự đóng góp của Frederick William III.
Trong Thế chiến II, Guttstadt đã bị phá hủy 65% trong khi bị Hồng quân Liên Xô và NKVD chiếm giữ. Sau Hội nghị Potsdam, thị trấn được đặt dưới quyền quản lý của Ba Lan và đổi tên thành lịch sử Ba Lan Dobre Miasto. Dân số Đức của thị trấn đã bị trục xuất về phần còn lại của Đức. Vào ngày 1 tháng 8 năm 1945, một đơn vị đồn trú của Liên Xô đã trao quyền lực cho Jan Majdecki, thị trưởng đầu tiên sau chiến tranh của thị trấn.

## Nơi để tham quan

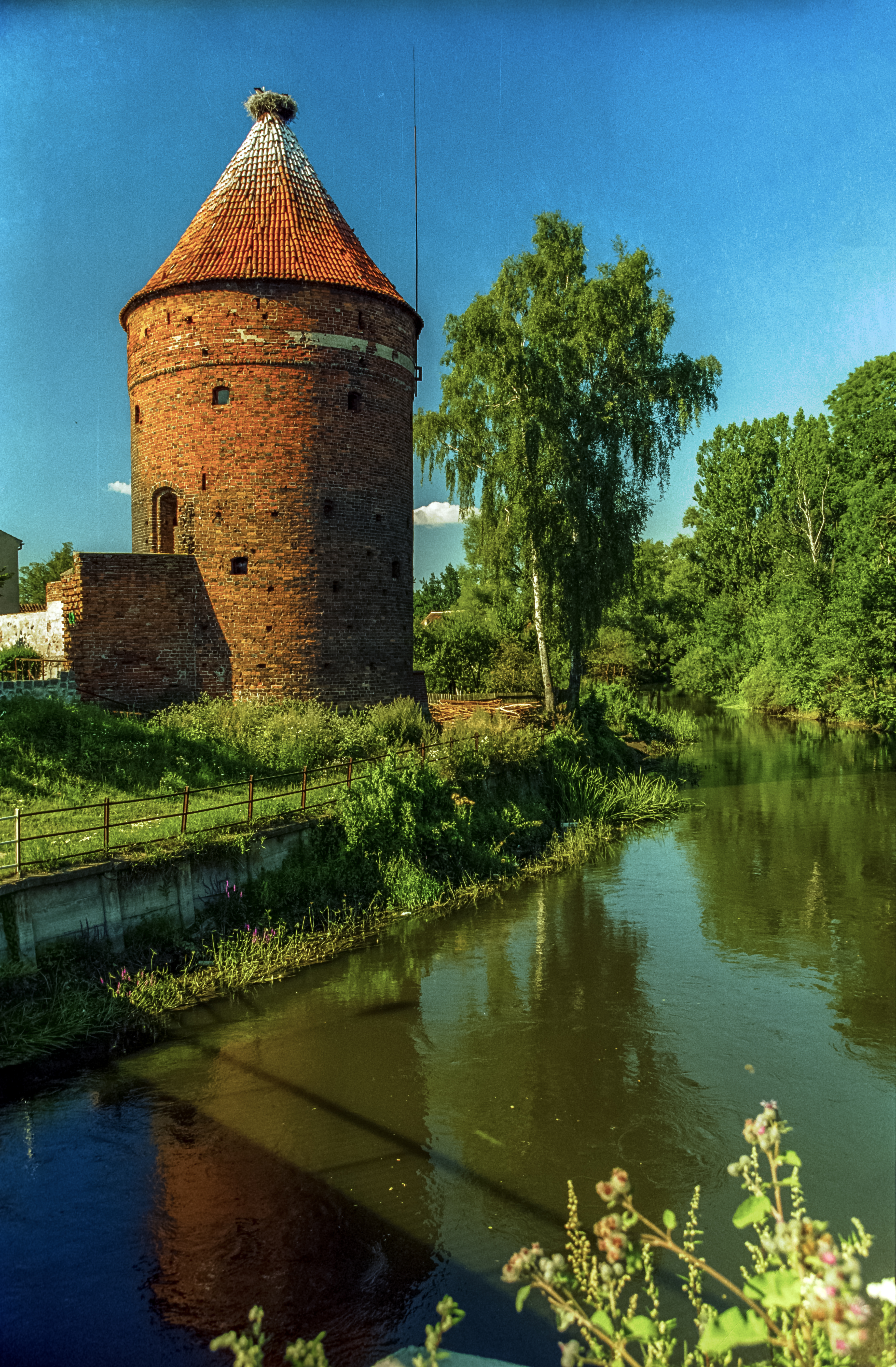
Tháp Stork

- Khu phức hợp trường đại học Gô-tích được xây dựng từ năm 135711138, với một nhà thờ lộng lẫy, trên đó Giáo hoàng John Paul II đã phong tặng danh hiệu tiểu vương (1989). Không còn nghi ngờ gì nữa, một trong những điểm thu hút khách du lịch lớn nhất bên cạnh nội thất và nội thất tráng lệ của nhà thờ là đàn organ với 49 âm và 3522 ống. Thư viện thủ đô cũ có một bảo tàng giáo xứ, mở cửa cho du khách. Nó chứa phần còn lại của trang phục cũ của trường đại học. Thật không may, kho tiền phong phú cũng như bộ sưu tập sách và bản thảo phần lớn nằm rải rác sau Thế chiến II.
- Nhà thờ St Nicholas, theo phong cách Baroque, được xây dựng từ 1736-1741. Hiện tại nó là một ngôi đền giáo xứ Công giáo Hy Lạp.
- Tháp Cò (Baszta Bociania) với những mảnh vỡ của các bức tường thành phố thời trung cổ. Tòa tháp có tên của con cò đã làm tổ trên đỉnh của nó. Hiện tại tòa tháp là nơi cư trú của một trong những bộ phận của Hội văn hóa. Vào mùa hè, khách du lịch có thể ghé thăm một bảo tàng thu nhỏ được tạo ra bởi các thành viên của xã hội.

## Hình ảnh

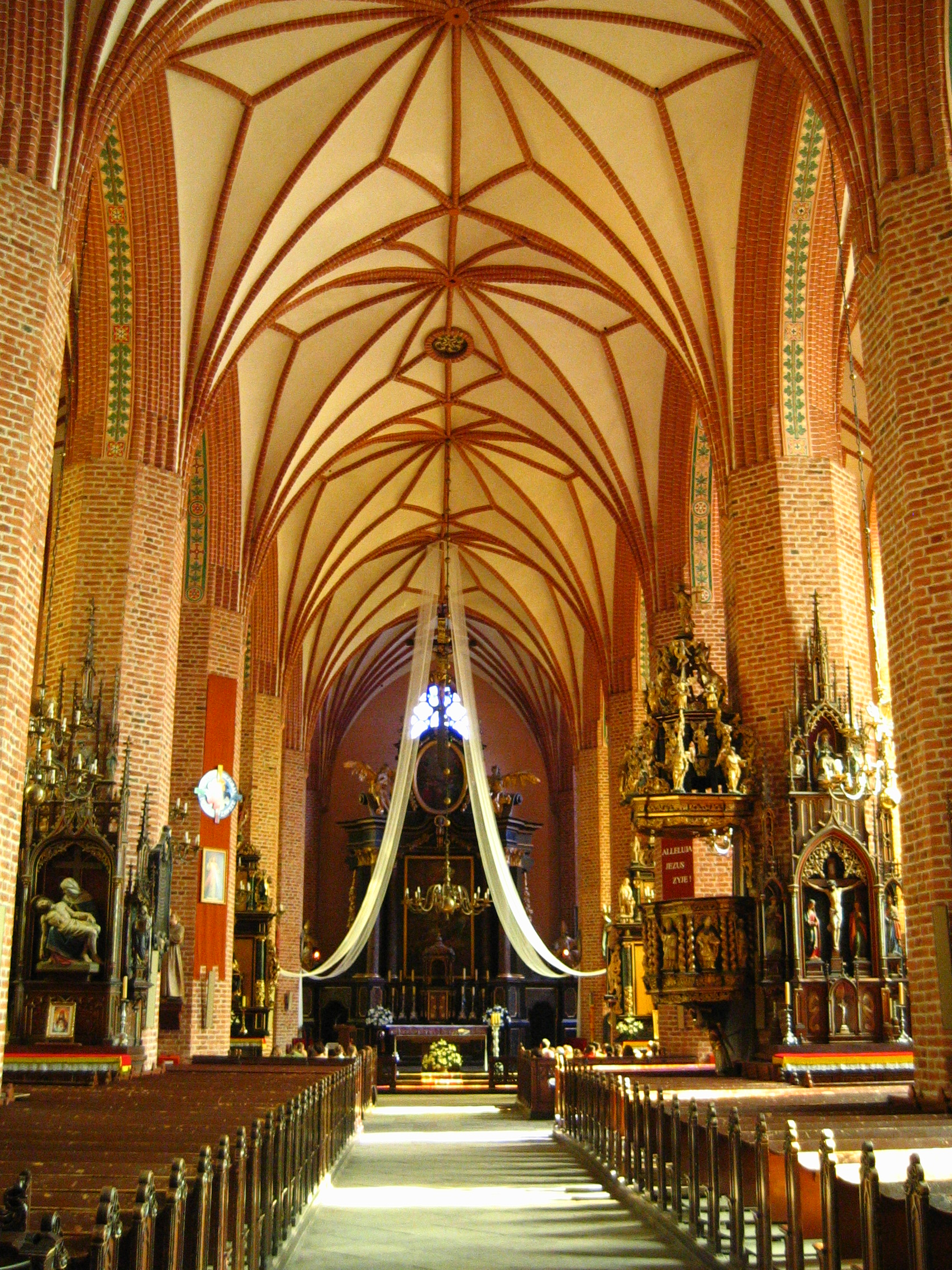
Nội thất của nhà thờ đồng nghiệp
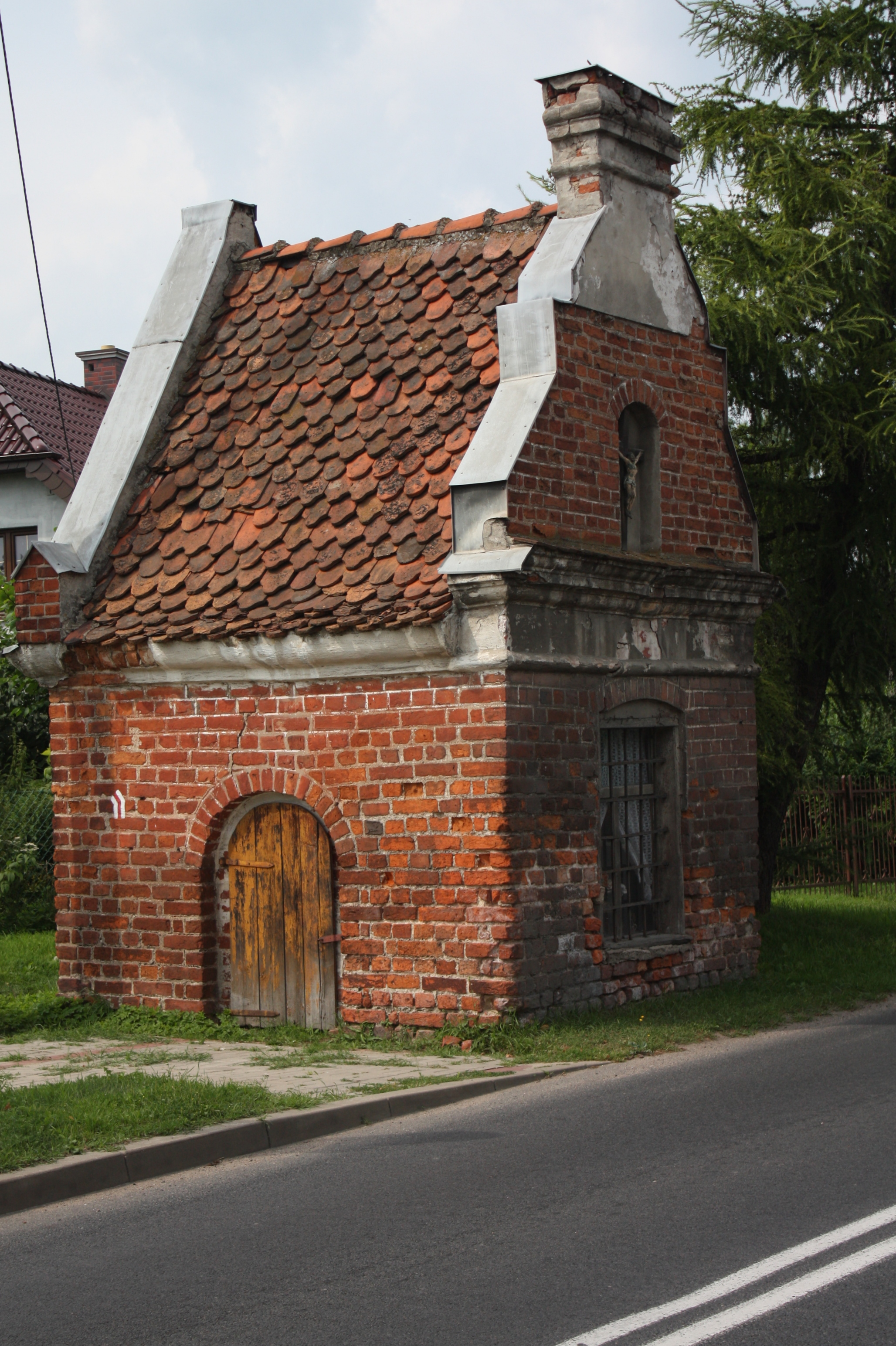
Nhà nguyện Saint George
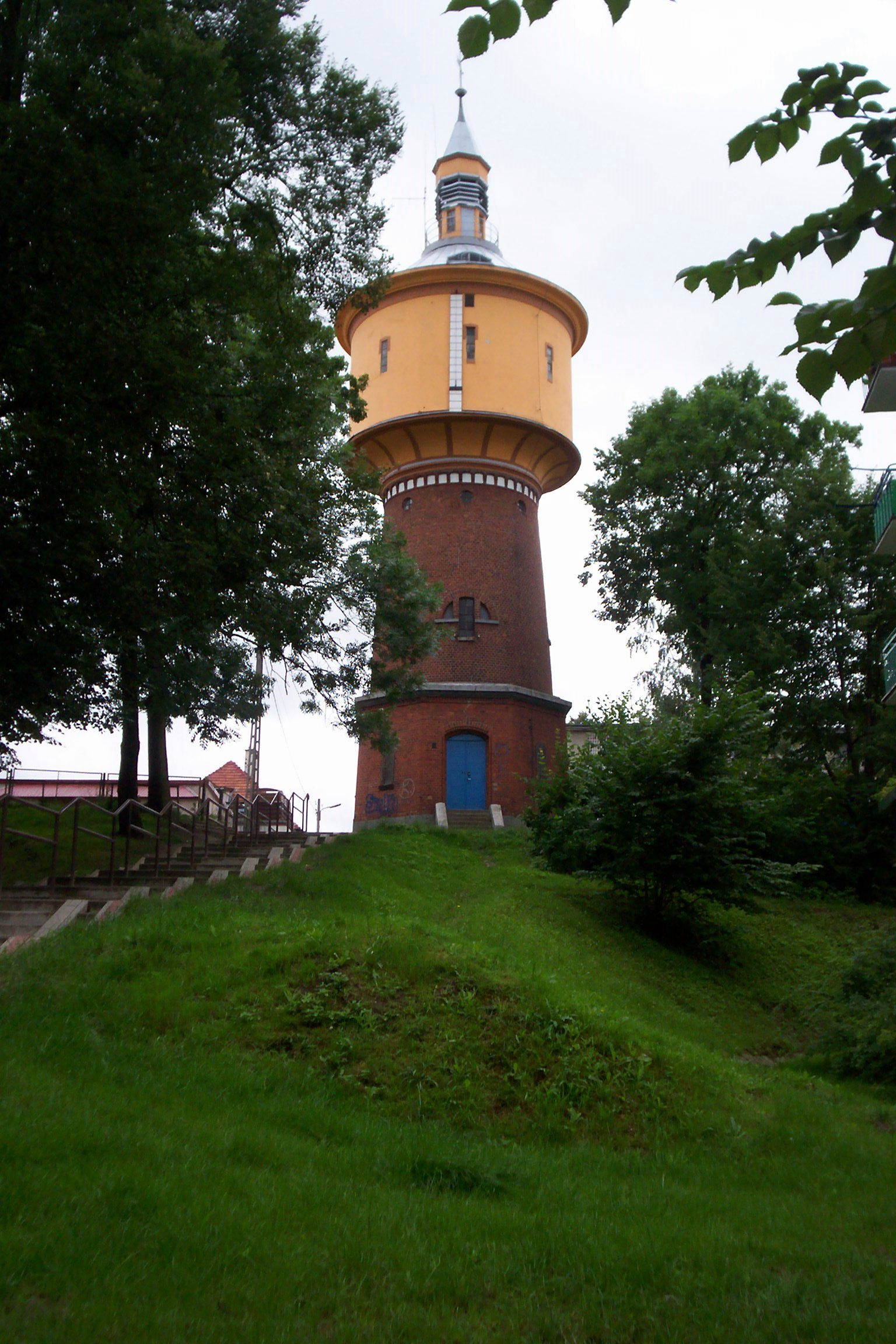
Tháp nước
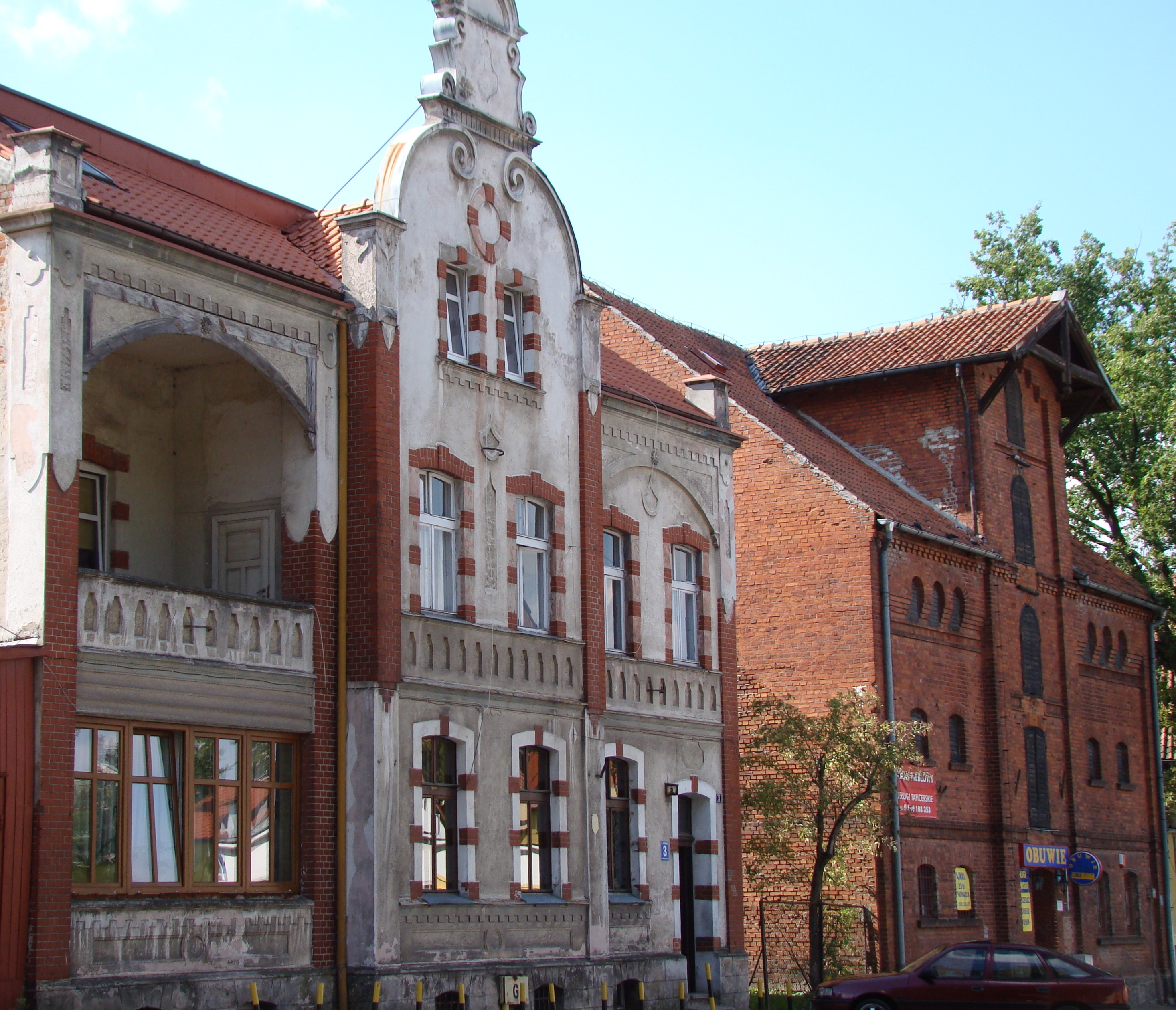
Kiến trúc lịch sử: nhà phố và kho thóc trước đây

## Cư dân đáng chú ý
- Andrzej Chryzostom Zaelles chết ở Dobre Miasto
- Augustinus Bludau, (1863-1930) giám mục Công giáo
- Curt Julian Braun (1903-1961), nhà biên kịch người Đức
- Friedrich Ernst Dorn, (1848-1916) nhà vật lý người Đức
- Waldemar Milewicz, (1956-2004) nhà báo Ba Lan
- Ukasz Kadziewicz, (1980) Cầu thủ bóng chuyền Ba Lan